# Gilles Binchois
Gilles Binchois   (Mons, 1400 - Soignies, 20 de setembre de 1460) va ser un compositor francoflamenc de música del primer Renaixement. Una figura central de l'escola de Borgonya, Binchois i el seu col·lega Guillaume Du Fay es van veure profundament influenciats per l'estil angloisa de John Dunstaple. Els seus esforços per consolidar una 'tradició borgonya' serien importants per a la formació de l'Escola Francoflamenca. Un dels tres compositors més famosos de principis del segle xv, Binchois és sovint classificat per darrere de Du Fay i Dunstable pels estudiosos contemporanis, però les seves obres encara van ser àmpliament citades, emulades i utilitzades com a material font després de la seva mort.

## Biografia
Va néixer a Mons cap al 1400. El nom complet del compositor és Gilles de Bins dit Binchois, que consta del sobrenom 'Gilles de Binche' (també escrit 'Gilles de Bins') i el dit nom Binchois (també escrit 'Binchoys'). Els registres obituaris de Sant Vicenç, Soignies nomenen els seus pares com Johannes i Johanna de Binche, normalment identificats amb Jean de Binch (m. 1425?) i la seva dona Jeanne, de soltera Paulouche (m. 1426?). Els seus pares eren de classe alta a Mons i probablement del poble de Binche; el seu pare va ser conseller del duc Guillem IV d'Hainaut i més tard de Jacquelina de Baviera. L'ancià Binchois també va ser conseller de l'església de Saint Waltrude de Mons i va construir una capella per a l'església de St Germain. El seu fill Gilles Binchois va néixer probablement a Mons, la mateixa ciutat on un segle després naixeria el compositor Orlande de Lassus.
No se sap res amb certesa sobre Binchois fins al 8 de desembre de 1419, quan se sap que va ser l'organista de Ste Waudru a Mons. És possible que Gilles Binchois rebes una educació musical primerenca prop de la cort de Mons, i com altres compositors de la seva època, probablement es va formar com a corista en la seva joventut, potser a St Germain. Un relat de Jules Houdoy (1880) que fa referència al corista Jean de Binche a la catedral de Cambrai s'ha malinterpretat sovint com a referència a Binchois. No hi ha proves que Binchois fos corista a Cambrai en la seva joventut.
Els registres del 28 de juliol de 1423 indiquen que aviat es va traslladar a Lille. Al voltant d'aquesta època podria haver estat un soldat, com indica una línia del motet funerari Deploration for Binchois , compost en la seva memòria per Johannes Ockeghem. Binchois podria haver servit a les ordres de l'anglès William de la Pole, primer duc de Suffolk, que va estar a França durant la Guerra dels Cent Anys. Aquesta associació queda provada per un document de 1426 que registra que el duc de Suffolk va encarregar el rondel, altrament desconegut, Ainsi que a la foiz m’y souvient a un 'Binchoiz'.

## Cort de Borgonya
Léal Souvenir de Jan van Eyck (1432). Segons Erwin Panofsky, aquesta podria ser la semblança de Binchois, tot i que això es discuteix[1]
En algun moment de finals de la dècada de 1420 Binchois es va unir al cor de la capella de la cort de Borgonya; es desconeix la data exacta a causa dels registres d'ocupació perduts de la capella de 1419 a 1436. Una disposició de Guillaume Benoit de 1427 que inclou el nom de Binchois suggereix que ja era allí, encara que això és incert. Certament, estava a la capella quan va escriure Nove cantum melodie —una de les seves úniques composicions datables— el 18 de gener de 1431, com va ser per al bateig d'Antoni, bastard de Borgonya. El musicòleg Fallows assenyala que "hi deu haver estat alguns anys abans, ja que la llista de 1436 el situa com a cinquè capellà per ordre d'antiguitat dins del cor". La cort de Borgonya sota Felip III de Borgonya va ser potser la cort més viva i destacada de la zona; els seus membres la van comparar amb la d'Alexandre el Gran. El musicòleg Reinhard Strohm va comentar que la cort de Philip de "cultura eclèctica i extravagant caracteritzava les aspiracions feudals de l'època".
Entre els residents de la cort hi havia el pintor Jan van Eyck, que, segons l'historiador de l'art Erwin Panofsky, podria haver retratat Binchois al retrat de Léal Souvenir, encara que no hi ha un acord generalitzat per a això. Binchois es va associar amb el principal compositor de la seva època, Guillaume Du Fay. Probablement es van reunir durant una reunió a Chambéry de les corts de Borgonya i Savoia el febrer de 1434. No obstant això, l'única reunió segura dels compositors va ser el març de 1449, quan Du Fay va residir amb Binchois a Mons per a una convocatòria de cànons. A part de Du Fay, importants compositors contemporanis de Binchois van incloure John Dunstaple, Lionel Power, Hugo de Lantins i Arnold de Lantins.
El cor de la capella de Borgonya va ser únic en permetre als seus membres convertir-se en clergat sense ser ordenat com a sacerdot; el 1437 Binchois es va convertir en sotsdiaca. Probablement a causa del favor de Felip III, va tenir prebendes d'almenys quatre esglésies fins a la seva mort: Sant Donacià, Bruges (a partir del 7 de gener de 1430); Ste Waudru, Mons (a partir del 17 de maig de 1437); Sant Vicenç, Soignies (des de 1452); i St Pierre, Cassel (des del 21 de maig de 1459). També va ser nomenat secretari honorari de la cort l'any 1437 per Phillip, que va pagar una obra per ell ara perduda el 29 de maig de 1438, Passions en nouvelle maniere. És possible que Binchois tingués certa experiència en medicina, ja que va atendre el mal de queixal d'una duquessa el juliol de 1437. Els registres d'assistència del cor són bastant exhaustius i indiquen que Binchois no va viatjar gaire sol.

## Últims anys a Soignies
Finalment es va retirar a Soignies el febrer de 1453, rebent una pensió substancial fins a la seva mort, presumiblement pels seus llargs anys de servei excel·lent a la cort borgonya. El 1452 esdevingué prebost de la col·legiata de Sant Vicenç. Per aquesta època Soignies va créixer la seva reputació d'excel·lència musical; Guillaume Malbecque i Johannes Regis hi van ser actius, mentre que els escriptors contemporanis Jacobus Lessabaeus i Lodovico Guicciardini van lloar l'estàndard musical de la ciutat. Binchois podria haver estat involucrat en la coneguda Festa del Faisà de Lille de 1454, ja que es va interpretar el motet Lamentatio sanctae matris ecclesiae Constantinopolitanae, que pot ser de Binchois, però normalment s'atribueix a Du Fay. El 20 de setembre de 1460 Binchois va morir a Soignies; el seu testament esmenta membres de la família desconeguts, inclosos els seus germans Andri de Binch i Ernoul de Binch. A la seva mort, Ockeghem va escriure una deploració, Mort, tu as navré de ton dart, i Fallows ha suggerit que Du Fay va compondre el rondeau En triomphant el 1460 per la mort del seu col·lega.
El 1452, es va fer prebost de la Col·legiata de Saint-Vincent, a Soignies, prop de Mons. Aquí va morir el 20 de setembre de 1460.

## La seva obra
L'obra més antiga que ens ha arribat és el Te Deum. Encara que és conegut sobretot com un autor de música religiosa, se'l coneix sobretot per les seves obres profanes, un cant a l'amor cortesà. Les cinquanta cançons conegudes, rondós i algunes balades, sovint malenconioses, s'han inspirat en poemes d'autors més o menys cèlebres, com Alain Chartier o Carles I d'Orleans.
Binchois va compondre el seu motet Renova cantum el 1431 per al bateig d'Antoine, el príncep de Borgonya. La seva celebra cançó Je ne vis oncques la pareille pot haver estat co-escrita amb Dufay, o potser pertany a Dufay.

## Galeria d'imatges

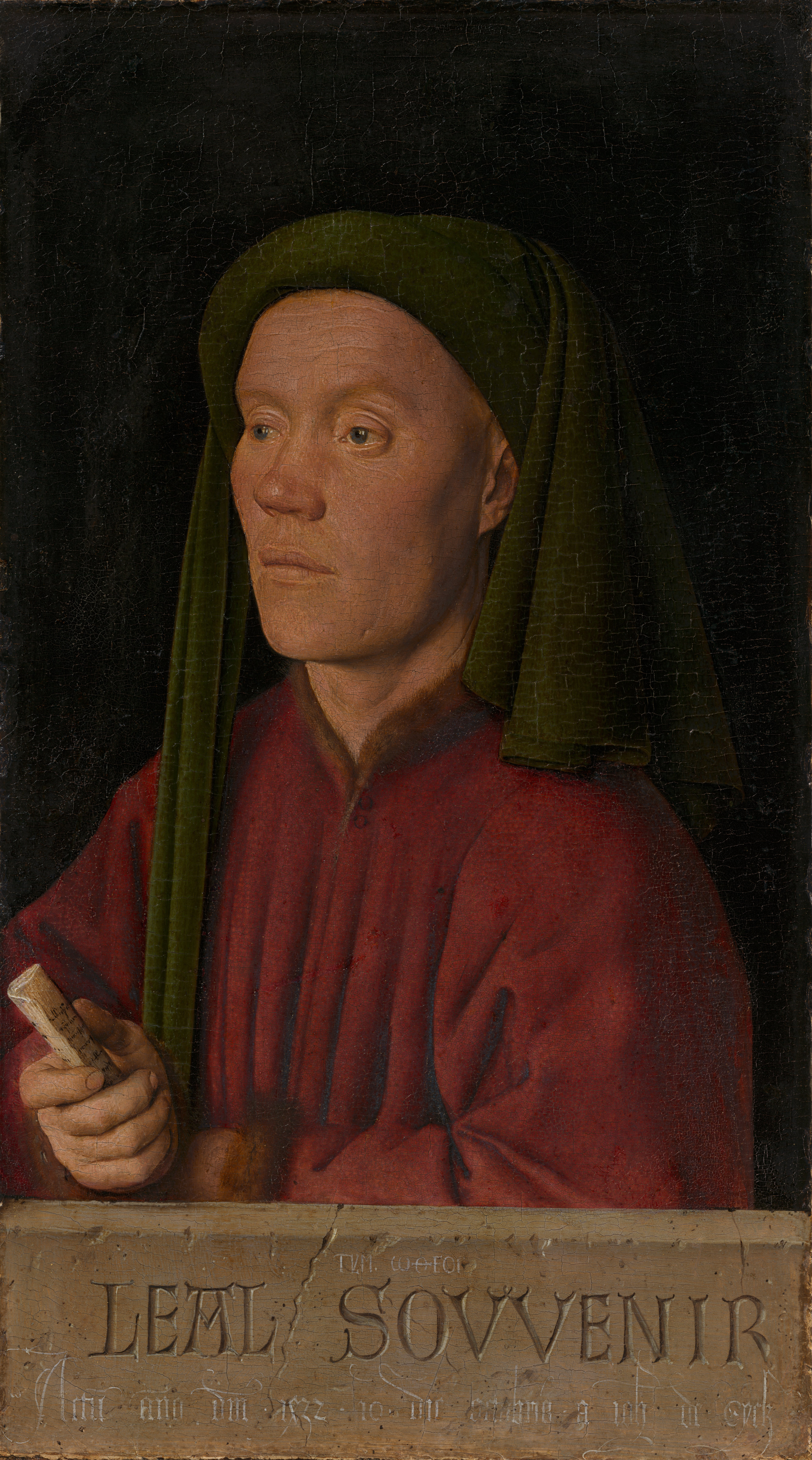
Gilles Binchois pintat per Jan van Eyck (1432). Va ser un encàrrec de Felip III el Bo per a regalar-li a William de la Pole para qui treballava Binchois.
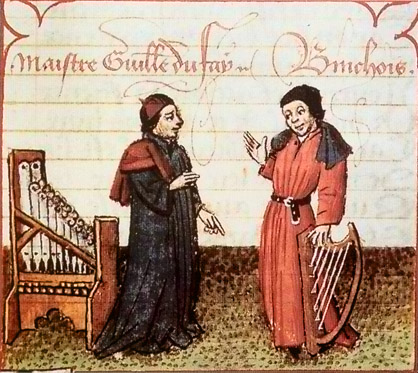
Dufay (a l'esquerra) i Gilles Binchois (1451)